# La Misma Gente (Salsa)
La Misma Gente ist eine kolumbianische Salsaband.

## Werdegang
Die Gruppe La Misma Gente wurde 1978 in Palmira/Valle del Cauca, einer Stadt ca. 20 Kilometer von der Salsametropole Cali entfernt, gegründet. Bandgründer waren Studenten des Colegio Champagnat, die zunächst Rock und Stücke von Led Zeppelin oder den Beatles spielten. 1986 hatte La Misma Gente ihre ersten Hits mit „Juanita aé“ und „Titicó“ und wurden auf der Feria de Cali damit bekannt. Es folgten internationale Tourneen in die USA und nach Europa. 1987 hatte die Gruppe mit „Caro Carolina“ und  „Rosalía, por qué Lloras?“ erneut auf der Feria de Cali große Erfolge. Im nächsten Jahr mit „Tu y Yo“, „No Hay Carretera“ und „La Chica de Chicago“. Mit ihrem Lied „Canto por la Paz“ sangen sie für die Opfer der Gewalt in Kolumbien. Mit „Palmira de mis Amores“ oder „Soy Palmirano“  bezogen La Misma Gente sich immer wieder auf ihre Heimat Palmira. 1993 verließ Jorge Herrera, der musikalische Direktor, die Band.

## Diskografie
- En su Salsa (1986)
- La Misma Gente Orquesta (1987)
- Suena (1988)
- En la Jugada (1989)
- Sencillamente Genial (1990)[2]